# 福田師王
福田 師王（ふくだ しおう、2004年4月8日 - ）は、鹿児島県鹿屋市出身のプロサッカー選手。ブンデスリーガ・ボルシア・メンヒェングラートバッハ所属。ポジションはフォワード（センターフォワード）。

## 来歴
鹿児島県鹿屋市出身で中学までは無名の選手だったが、同市の高山FCから名門・神村学園中等部に進学。もともとはディフェンダーの選手だったがフォワードにコンバートされ、鹿児島県選抜に選ばれるまでに注目される。高校生になると神村学園の高等部に進学し、1年生の時から主力として活躍。イギリスのガーディアン誌でネクストジェネレーション2021に日本人で唯一選ばれる。高校サッカー選手権では3年連続で優秀選手に選出された。
2023年1月より国内外から注目されていたが、レギオナルリーガのボルシアMGⅡに加入内定した。
海外移籍を決めた理由について福田は「Jリーグのチームに入っても試合に出られない。」「海外でプレーする日本代表選手からはやいうちに世界を体験すれば将来が変わってくると聞いた」「海外だとセカンドチームから育成してくれると言われた」などと話した。
2024年1月にトップチームへの昇格が発表された。1月27日、バイエル・レヴァークーゼン戦でトップチームデビューを果たした。
2025年1月14日、第17節のヴォルフスブルク戦でトップチーム初ゴールを決めた。

## 所属クラブ
- 高山FC
- 神村学園中等部
- 神村学園高等部
- 2023年 - 2025年  ボルシア・メンヒェングラートバッハⅡ
- 2024年 -  ボルシア・メンヒェングラートバッハ

## 個人成績
| 国内大会個人成績 | 国内大会個人成績 | 国内大会個人成績 | 国内大会個人成績 | 国内大会個人成績 | 国内大会個人成績 | 国内大会個人成績 | 国内大会個人成績 | 国内大会個人成績 | 国内大会個人成績 | 国内大会個人成績 | 国内大会個人成績 |
| 年度             | クラブ           | 背番号           | リーグ           | リーグ戦         | リーグ戦         | リーグ杯         | リーグ杯         | オープン杯       | オープン杯       | 期間通算         | 期間通算         |
| 年度             | クラブ           | 背番号           | リーグ           | 出場             | 得点             | 出場             | 得点             | 出場             | 得点             | 出場             | 得点             |
| ドイツ           | ドイツ           | ドイツ           | ドイツ           | リーグ戦         | リーグ戦         | リーグ杯         | リーグ杯         | DFBポカール      | DFBポカール      | 期間通算         | 期間通算         |
| ---------------- | ---------------- | ---------------- | ---------------- | ---------------- | ---------------- | ---------------- | ---------------- | ---------------- | ---------------- | ---------------- | ---------------- |
| 2023-24          | ボルシアMG       | 49               | ブンデス1部      | 5                | 0                | -                | -                | 0                | 0                | 5                | 0                |
| 2024-25          | ボルシアMG       | 13               | ブンデス1部      | 6                | 1                | -                | -                | 0                | 0                | 6                | 1                |
| 通算             | ドイツ           | ドイツ           | ブンデス1部      | 11               | 1                | -                | -                | 0                | 0                | 11               | 1                |
| 総通算           | 総通算           | 総通算           | 総通算           | 11               | 1                | -                | -                | 0                | 0                | 11               | 1                |

その他の公式戦
| 2022-23 | ボルシアU-19  | 24     | U19ブンデス | 8  | 7  | 8  | 7  |
| 2023-24 | ボルシアMG II | 25     | レギオナル  | 21 | 7  | 21 | 7  |
| 2024-25 | ボルシアMG II | 13     | レギオナル  | 15 | 4  | 15 | 4  |
| 通算    | ドイツ        | ドイツ | レギオナル  | 36 | 11 | 36 | 11 |
| 通算    | ドイツ        | ドイツ | U19ブンデス | 8  | 7  | 8  | 7  |
| 総通算  | 総通算        | 総通算 | 総通算      | 44 | 18 | 44 | 18 |

## タイトル

### 個人
- 全国高校サッカー選手権大会・優秀選手（2020年、2021年、2022年）
- 全国高校サッカー選手権大会・得点王(2022年)
- 全国高等学校総合体育大会サッカー競技大会・得点王（2021年）
- 全国高等学校総合体育大会サッカー競技大会・優秀選手（2021年）

## 代表歴
- U-16日本代表
  - SBSカップ 国際ユースサッカー（2020年）
- U-17日本代表
  - 日ASEAN 青少年交流大会（2020年）
- 2021年 U-18日本代表候補
- 2021年 日本高校選抜
- 2022年 U-19日本代表候補
- 2022年 日本高校選抜
- 2023年 U-20日本代表
  - 2023 FIFA U-20ワールドカップ
- 2023年 U-22日本代表